# Саммит G-20 в Йоханнесбурге (2025)
Саммит G-20 в Йоханнесбурге — предстоящая двадцатая встреча глав государств Группы двадцати (G20), которая пройдёт 21 — 22 ноября 2025 года в Йоханнесбурге, в ЮАР. ЮАР станет первым африканским государством, принимающим этот саммит.

## Участники саммита
Саммит 2025 года станет первым для президента США Дональда Трампа в качестве своего возвращения на пост, председателя Европейского совета Антониу Кошта, президента Республики Кореи Ли Чжэ Мёна, премьер-министра Канады Марка Карни и канцлера Германии Фридрих Мерца.

## Подготовка
Шерпами созданы три временные рабочие группы, первая — по проблеме поддержания устойчивого роста мировой экономики, индустриализации и новых рабочих мест, вторая — по вопросам продовольственной безопасности, третья — по искусственному интеллекту.
Предложена к созданию комиссия по стоимости капитала, которая занялась бы вопросами долга развивающихся и африканских стран.

## Саммит
Председательство ЮАР в G-20 началось 1 декабря 2024 года.